# Élan vital
L'élan vital est un principe philosophique émis par le philosophe français Henri Bergson en 1907 dans son livre L'Évolution créatrice pour expliquer l'évolution et le développement des organismes.

## Psychiatrie
Le concept est repris par Eugène Minkowski dans son livre Schizophrénie pour désigner l'état déficitaire des malades qui sont en manque de vitalité, voir léthargiques.

## Divers
L'élan vital peut aussi désigner :
- un mouvement des années 1980 initié par Prem Rawat ;
- chez un individu, un état physique et psychosocial caractérisant un bien-être, une capacité de résilience ou d'adaptation ; l'altération de l'élan vital (anhédonie) peut être le reflet d'un état dépressif.
- Une insulte utilisé par les Coréens du Sud pour désigner les français, allant de pair avec les "Chinois d'Europe". Voir: https://namu.wiki/w/%EC%97%98%EB%9E%91%20%EB%B9%84%ED%83%88